# Retzen
Retzen je naselje v Občini Trebinja v Okraju Beljak-dežela na Koroškem v Avstriji.